# Colosseum (musikgrupp)

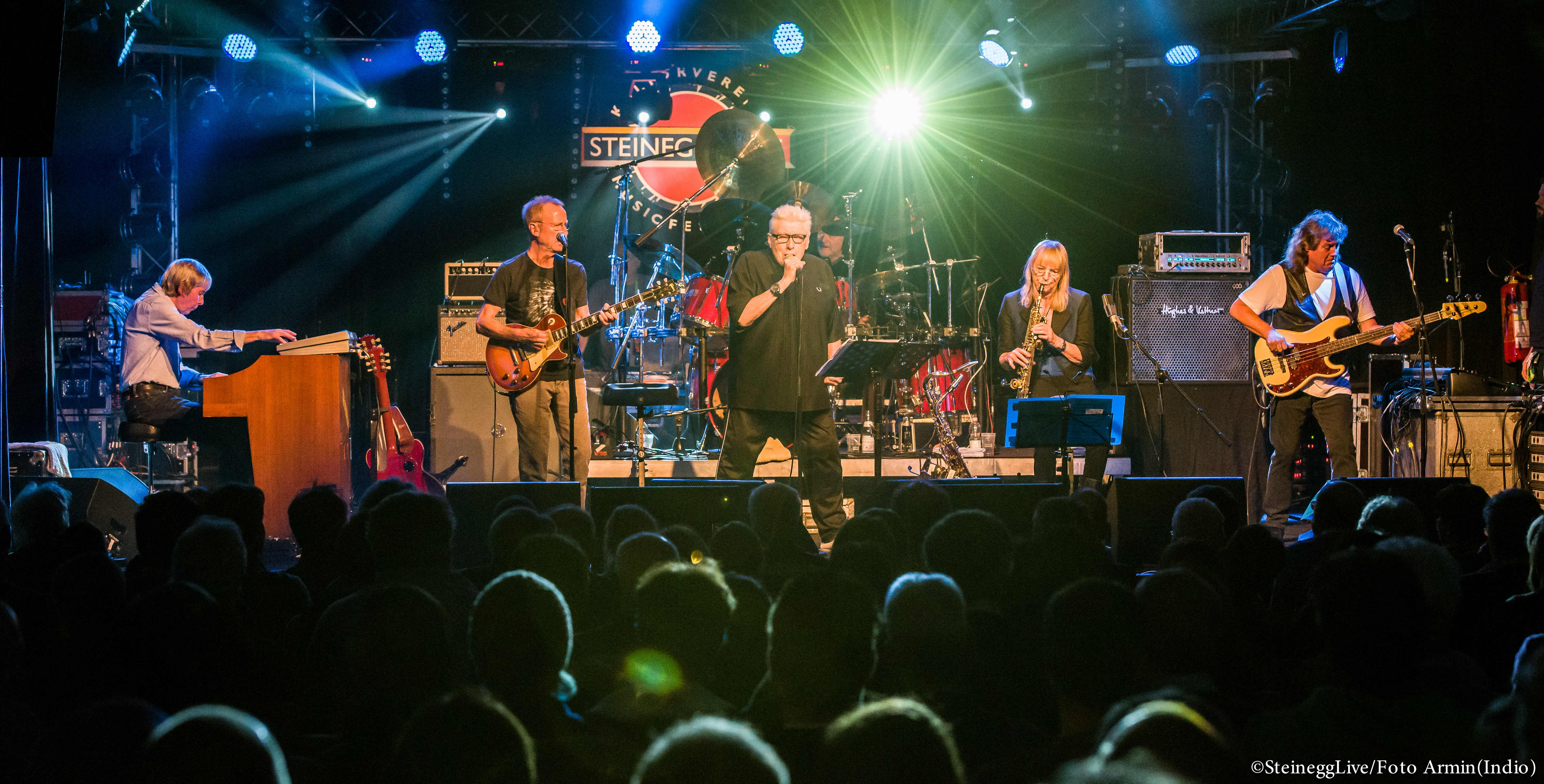
Colosseum på Steinegg Live Festival 2014.

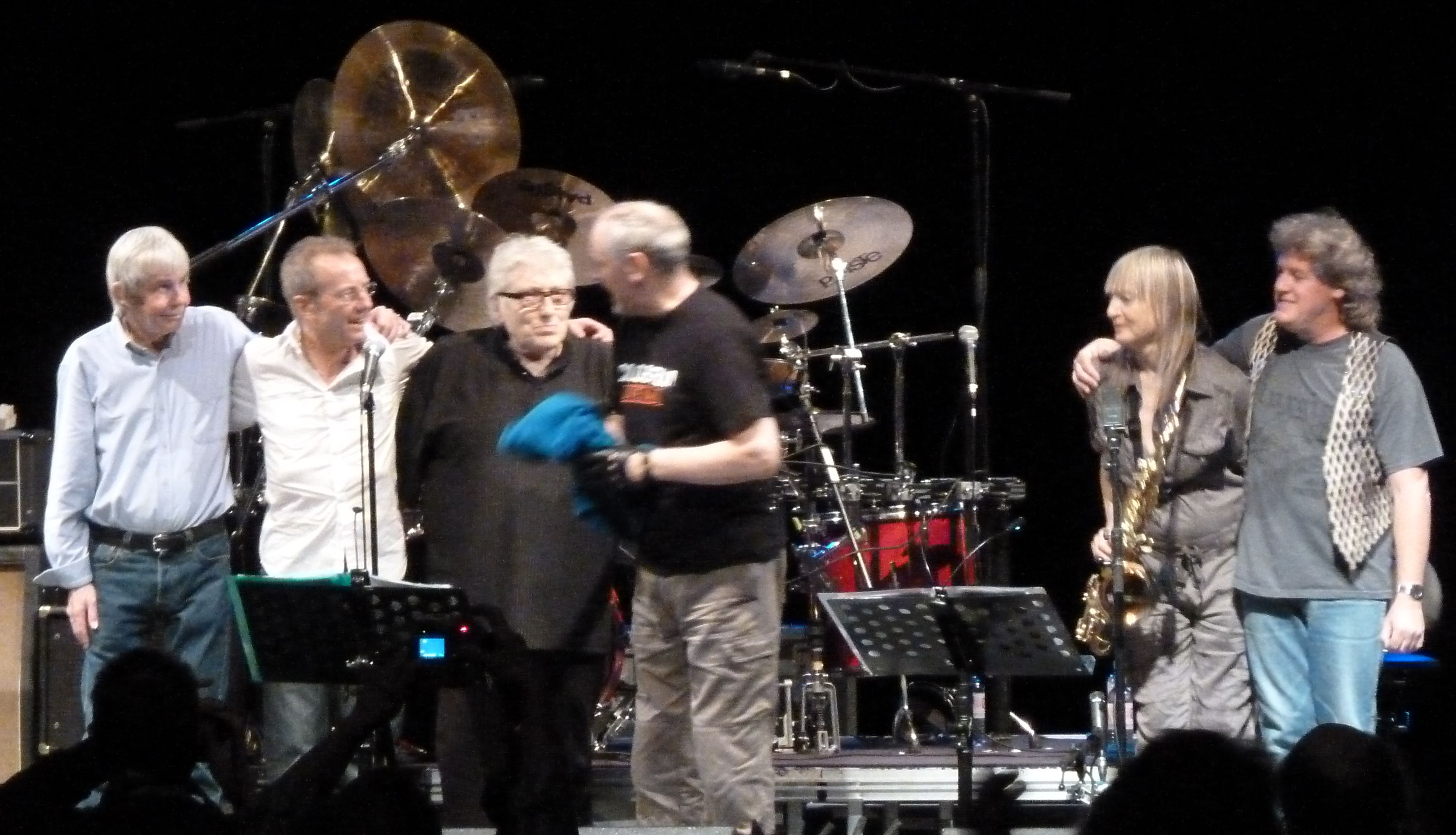
Colosseum 2010.

Colosseum var ett brittiskt rockband, bildat 1968. Det var känt för att blanda progressiv rock, jazz och blues. Det hade stor betydning för de första progressiva rockbanden i England.

## Historia
Det var trummisen Jon Hiseman, tenorsaxofonisten Dick Heckstall-Smith och basisten Tony Reeves som startade bandet 1968. De var tidigare medlemmar i John Mayall's Bluesbreakers. Dessutom blev Dave Greenslade, orgel, och Jim Roche, gitarr, med i bandet. Roche ersattes snart av James Litherland på gitarr och sång. Bandet debuterade live i Newcastle. Konserten spelades in av DJ John Peel för radioprogrammet Top Gear. Detta gjorde att man fick en bra start på karriären. Orkestern fick skivkontrakt och gav ut sitt första album, Those who are about to die salute you, 1969. Deras andra album, Valentine Suite kom samma år. Som kom The grass is greener, som bara gavs ut i USA.
På det nästa albumet i Europa, Daughter of time, hade bandet bytt en del medlemmar. Litherland och Reeves ersattes av gitarrist David ”Clem” Clempson, basist Mark Carke och sångare Chris Farlowe. Under 1971 gjorde Colosseum många liveuppträdanden, och ett av dessa resulterade i livealbumet, Live, som kom samma år.

## Senare
Orkestern hade så ett långt uppehåll, men 1994 gjorde samma medlemmarna som var med  på Daughter of time och Live en reunionkonsert, som också gavs ut som ett album. De har också senare spelat in flera album, både i studio – Bread & circuses, 1997, Tomorrow`s blues, 2003 och Time on your side, 2014 – och live. Dick Heckstall-Smith ersattes av Jon Hisemans fru, Barbara Thompson.

## Diskografi
Studioalbum
- 1969 Those Who Are About to Die Salute You
- 1969 Valentyne Suite
- 1970 The Grass Is Greener (bara i USA)
- 1970 Daughter of Time
- 1997 Bread & Circuses
- 2003 Tomorrow's Blues
- 2014 Time on Our Side
- 2022 Restoration
- 2025 XI

Livealbum
- 1971 Colosseum Live
- 1995 LiveS  The Reunion Concerts
- 2003 Live Cologne
- 2007 Live05
- 2009 Theme for a Reunion

Övriga album
- 1971 The Collectors Colosseum
- 1989 Milestones
- 1991 Daughter Of Time
- 1991 The Time Machine
- 2000 Anthology (2-CD)
- 2009 Morituri Te Salutant (4-CD)